# Добжинево-Дуже
Добжине́во-Ду́же (пол. Dobrzyniewo Duże) — деревня в Польше, входит в состав Белостокского повята Подляского воеводства. Административный центр гмины Добжинево-Дуже. Находится примерно в 12 км к северо-западу от города Белостока. По данным переписи 2011 года, в деревне проживало 1373 человека.
Железнодорожная станция на линии 38 Белосток — Элк. Рядом проходит автодорога 67.